# تی تی کاروانسرا
تی تی کاروانسرا مربوط به دوره صفوی است و در شهرستان سیاهکل، روستای بالارود واقع شده و این اثر در تاریخ ۱۲ آذر ۱۳۷۵ با شمارهٔ ثبت ۱۷۸۴ به‌عنوان یکی از آثار ملی ایران به ثبت رسیده‌است. این اثر همچنین یکی از آثار ایران در فهرست میراث جهانی یونسکو است.
تی تی در زبان گیلکی به معنای شکوفه است. «تی تی خانم» همه یکی از شاهان صفوی است که این کاروانسرا را برپا کرد و از آن برای اقامتگاه مسافرانی که از سیاهکل و دیلمان به سوی طالقان می‌رفتند، بهره برده می‌شد. کاروانسرای تی تی از گونه کاروانسراهای برون‌شهری و دو ایوانی است که در هنگامه واپسین روزهای فرمانروایی کیائیان در سیاهکل ساخته شده‌است. عناصر به کار رفته در آن، میانسرا (حیاط مرکزی)، ورودی، هشتی، ایوان، قوس جناغی، تاق کلمبو و تاق گهوه‌ای و… است. در ساخت دیوارهای این کاروانسرا از قلوه سنگ و در تاق آن از آجر، ملات و ساروج استفاده شده‌است.

## ثبت در فهرست میراث جهانی
در ۲۶ شهریور ۱۴۰۲ در جریان چهل و پنجمین اجلاس کمیته میراث جهانی یونسکو در ریاض، تی تی کاروانسرا به‌همراه ۵۳ کاروانسرای تاریخی دیگر (جمعاً ۵۴ کاروانسرا در ۲۴ استان ایران) تحت عنوان کاروانسراهای ایرانی در فهرست میراث جهانی قرار گرفتند. این مجموعه جهانی به عنوان بیستمین و هفتمین اثر جهانی کشور ایران شناخته می‌شود.دلیل قرار گرفتن تی تی کاروانسرا در این فهرست، معماری منحصر به فرد و متفاوت آن نسبت به دیگر کاورانسراها می باشد.

## نگارخانه

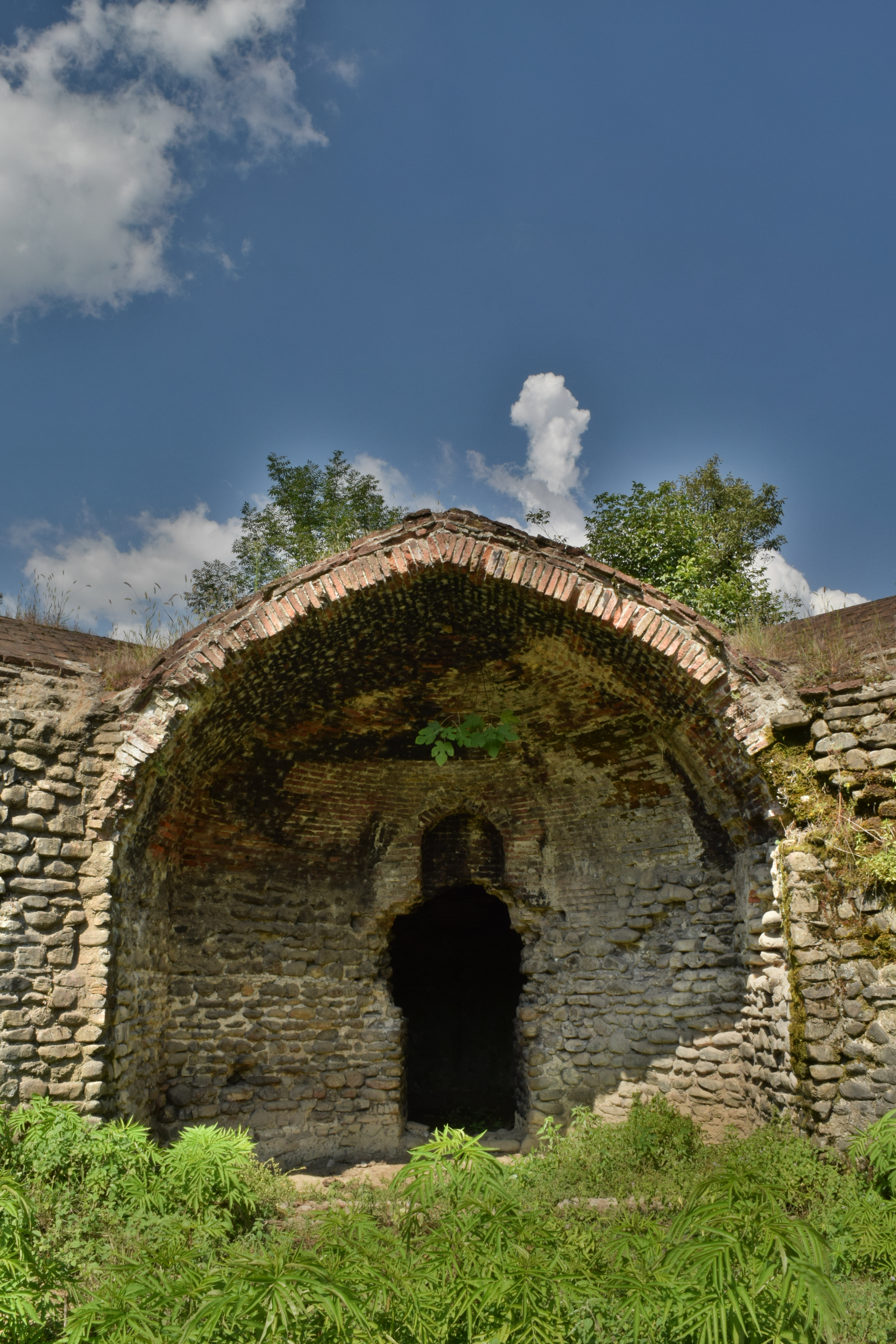
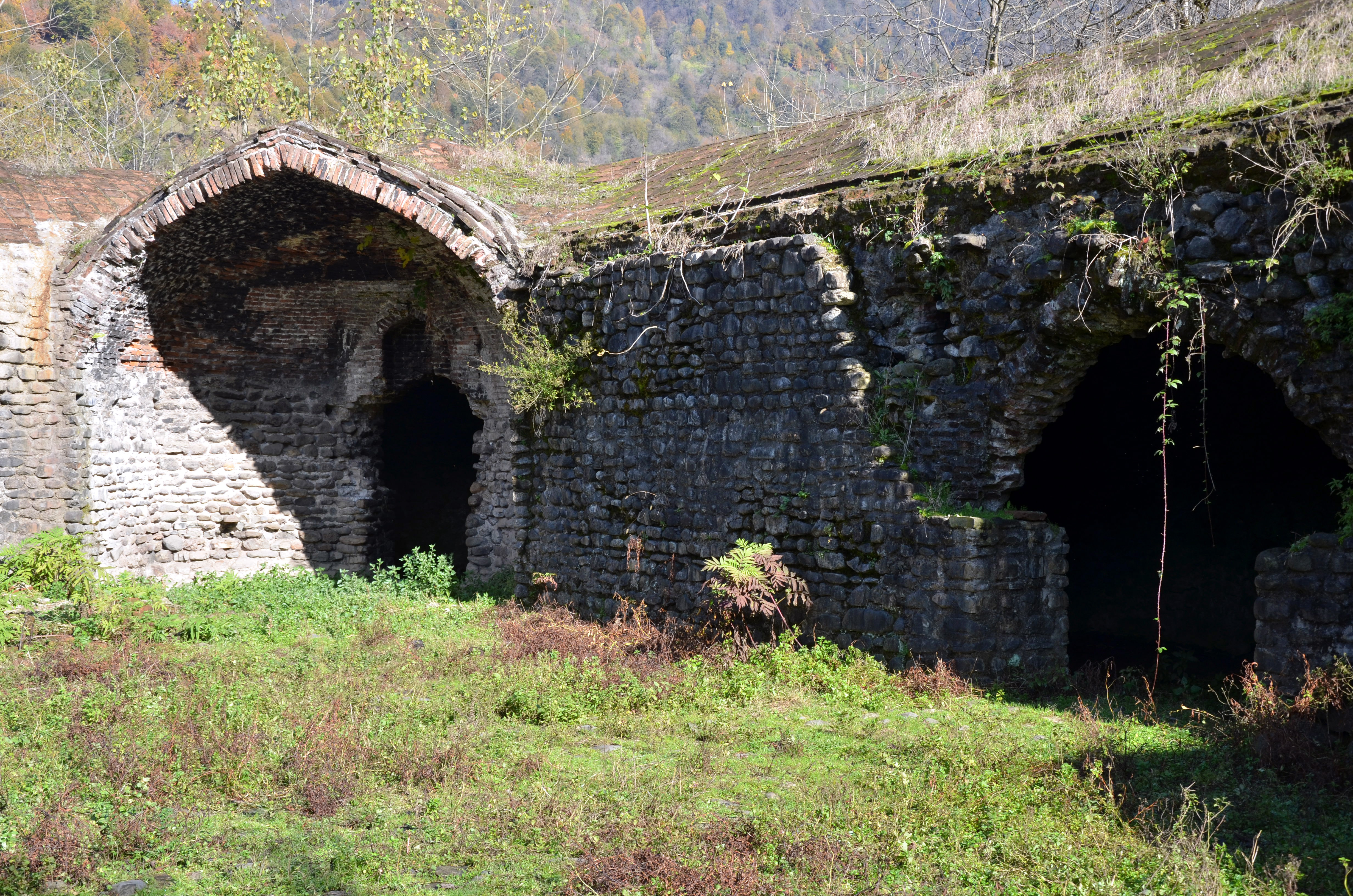
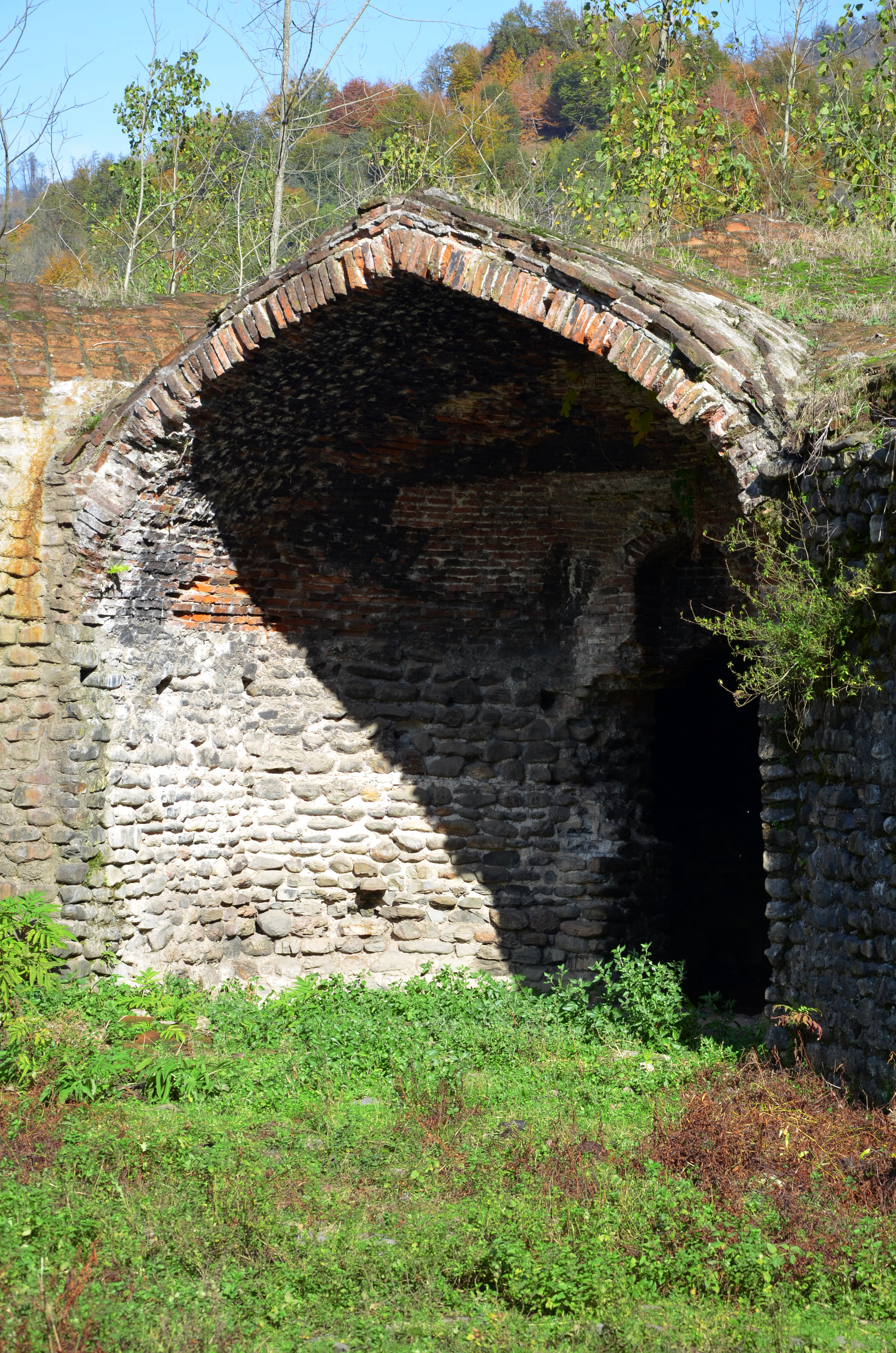
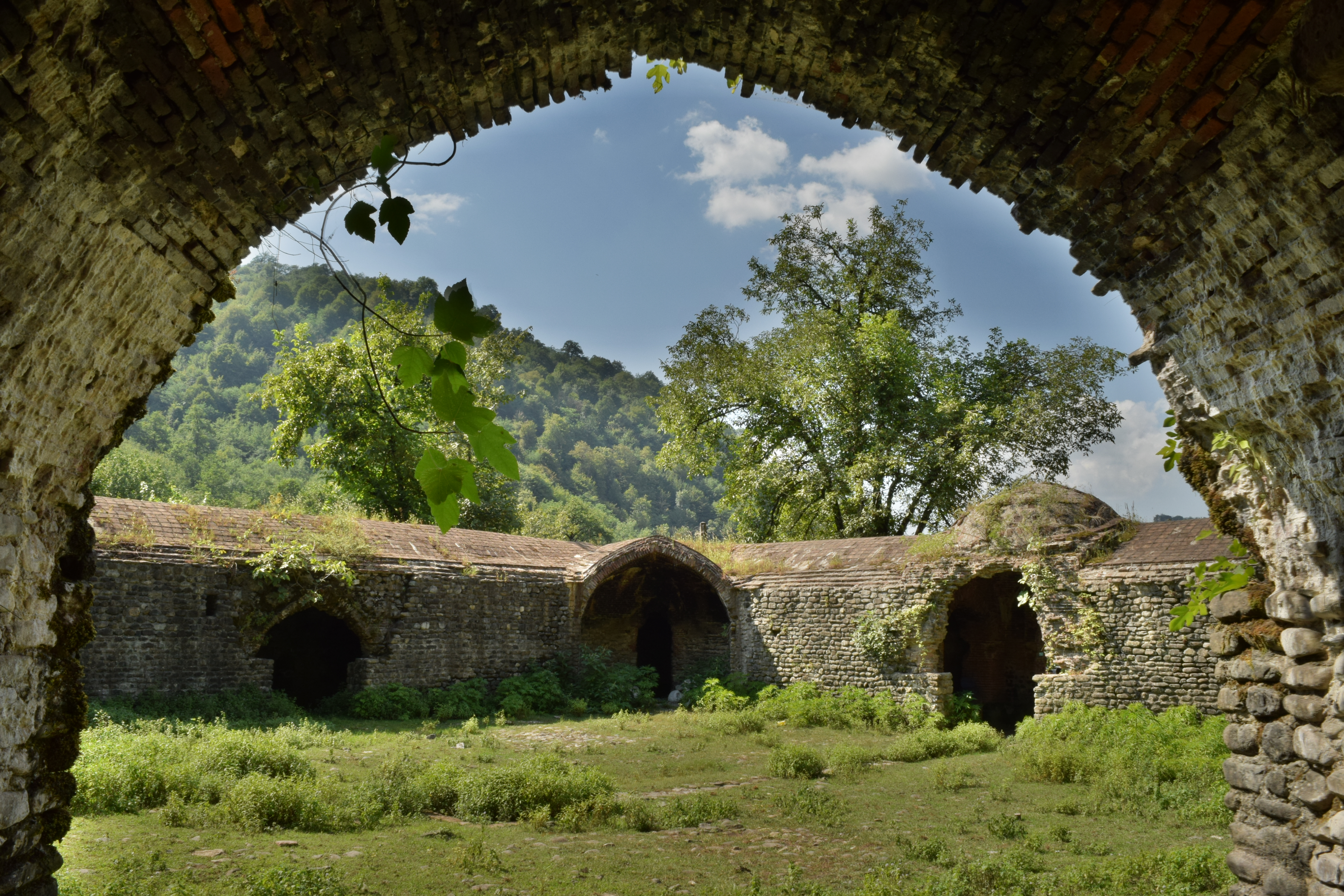
تی تی کاروانسرا
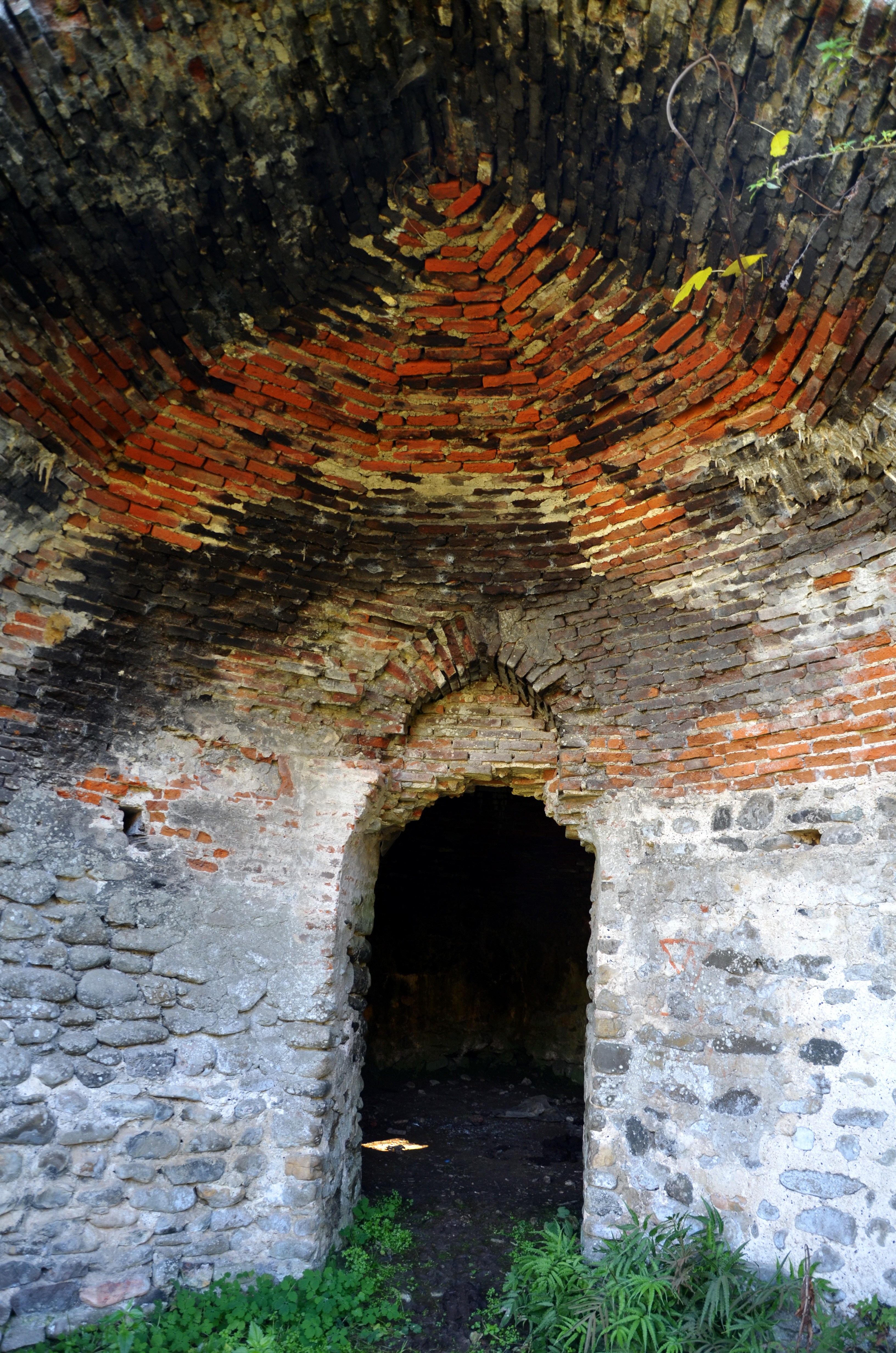
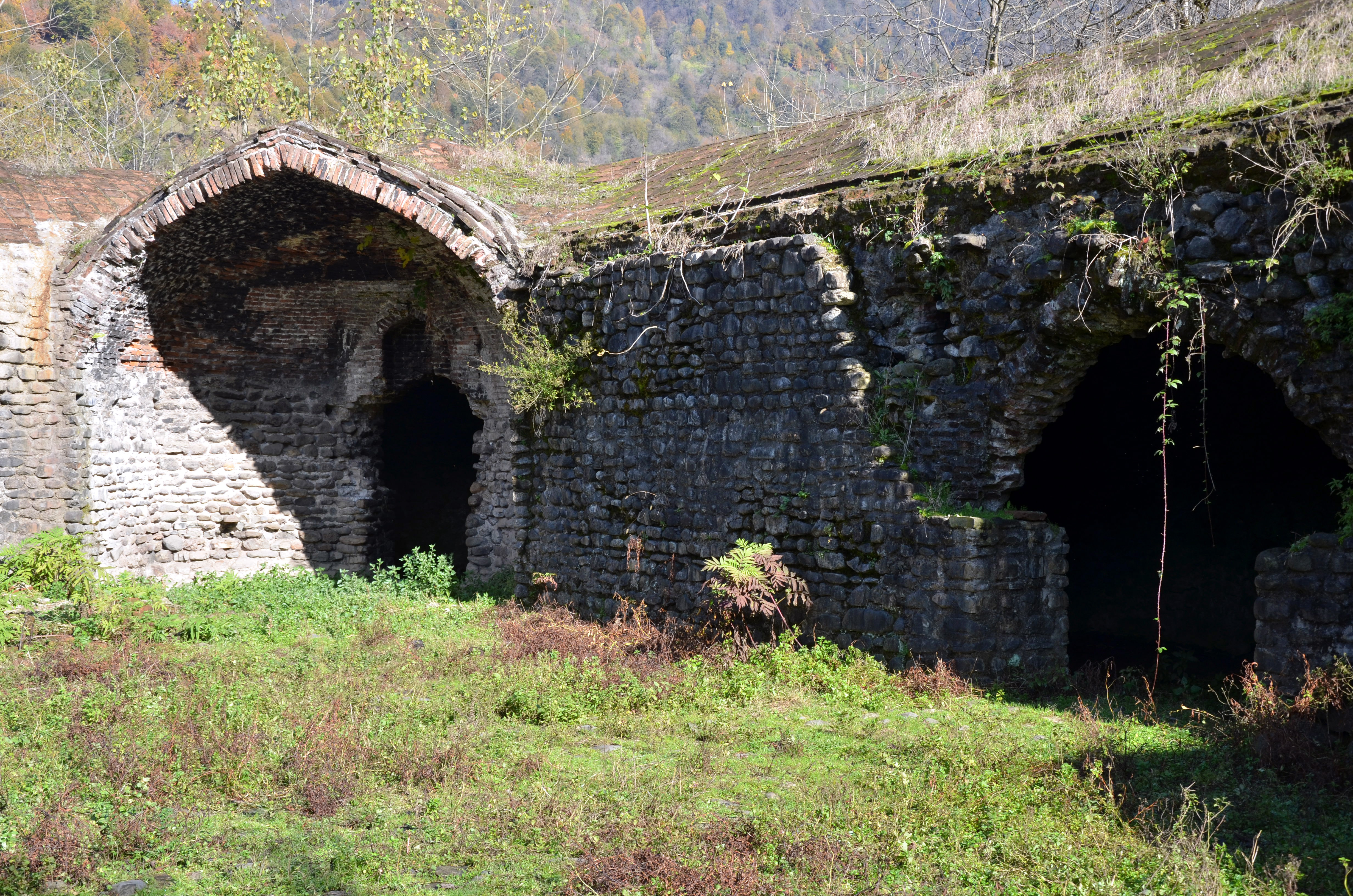
سیاهکل - کاروانسرای تی تی